# Onthophagus busiris
Onthophagus busiris är en skalbaggsart som beskrevs av Vladimir Balthasar 1969. Onthophagus busiris ingår i släktet Onthophagus och familjen bladhorningar. Inga underarter finns listade i Catalogue of Life.